# Silk City
Silk City – duet muzyki elektronicznej tworzony przez producentów; Amerykanina Diplo i Brytyjczyka Marka Ronsona. Jego nazwa pochodzi od lokalu w Filadelfii, w którym Diplo rozpoczynał karierę DJ-a. Producenci spotkali się w nim po raz pierwszy w około 2000 r. W sierpniu 2017 roku Diplo ujawnił, że wraz z Ronsonem pracuje nad wspólnym albumem. Po raz pierwszy duet Silk City wystąpił na początku czerwca 2018 na festiwalu Governors Ball w Nowym Jorku. Dotychczas wydali single we współpracy z takimi muzykami jak Daniel Merriweather, Mapei, GoldLink, Desiigner i Dua Lipa.

## Dyskografia

### Minialbumy
| Tytuł       | Dane dot. albumu                                                      |
| ----------- | --------------------------------------------------------------------- |
| Electricity | - Wydany: 13 kwietnia 2019 - Wytwórnia: Columbia Records - Format: LP |

### Single
| Rok                                                      | Tytuł                                                 | Najwyższe pozycje na listach | Najwyższe pozycje na listach | Najwyższe pozycje na listach | Najwyższe pozycje na listach | Najwyższe pozycje na listach | Najwyższe pozycje na listach | Najwyższe pozycje na listach | Najwyższe pozycje na listach | Najwyższe pozycje na listach | Najwyższe pozycje na listach | Najwyższe pozycje na listach | Najwyższe pozycje na listach | Certyfikaty                                                                             | Sprzedaż                                                                                    | Album       |
| Rok                                                      | Tytuł                                                 | POL                          | AUS                          | BEL (FL)                     | BEL (WA)                     | CAN                          | GER                          | IRL                          | NLD                          | SWE                          | SWI                          | UK                           | USA                          | Certyfikaty                                                                             | Sprzedaż                                                                                    | Album       |
| -------------------------------------------------------- | ----------------------------------------------------- | ---------------------------- | ---------------------------- | ---------------------------- | ---------------------------- | ---------------------------- | ---------------------------- | ---------------------------- | ---------------------------- | ---------------------------- | ---------------------------- | ---------------------------- | ---------------------------- | --------------------------------------------------------------------------------------- | ------------------------------------------------------------------------------------------- | ----------- |
| 2018                                                     | „Only Can Get Better” (gościnnie Daniel Merriweather) | –                            | –                            | –                            | –                            | –                            | –                            | –                            | –                            | –                            | –                            | –                            | –                            |                                                                                         |                                                                                             | Electricity |
| 2018                                                     | „Feel About You” (gościnnie Mapei)                    | –                            | –                            | –                            | –                            | –                            | –                            | –                            | –                            | –                            | –                            | –                            | –                            |                                                                                         |                                                                                             | Electricity |
| 2018                                                     | „Loud” (oraz GoldLink, Desiigner)                     | –                            | –                            | –                            | –                            | –                            | –                            | –                            | –                            | –                            | –                            | –                            | –                            |                                                                                         |                                                                                             | Electricity |
| 2018                                                     | „Electricity” (oraz Dua Lipa)                         | 44                           | 22                           | 6                            | 17                           | 61                           | 64                           | 6                            | 23                           | 51                           | 46                           | 4                            | 62                           | - ZPAV: Platyna - ARIA: Platyna - BEA: Złoto - MC: Złoto - BPI: Platyna - RIAA: Platyna | - POL: 20 000+ - AUS: 70 000+ - BEL: 20 000+ - CAN: 40 000+ - UK: 600 000+ - US: 1 000 000+ | Electricity |
| „–” oznacza, że singel nie był notowany na danej liście. |                                                       |                              |                              |                              |                              |                              |                              |                              |                              |                              |                              |                              |                              |                                                                                         |                                                                                             |             |

### Remiksy
| Rok  | Tytuł                                           | Artysta |
| ---- | ----------------------------------------------- | ------- |
| 2019 | „Missing U” (Silk City & Picard Brothers Remix) | Robyn   |

## Nagrody i nominacje

### Grammy Awards
| Rok  | Nominowane dzieło             | Kategoria            | Rezultat |
| ---- | ----------------------------- | -------------------- | -------- |
| 2019 | „Electricity” (oraz Dua Lipa) | Best Dance Recording | Wygrana  |

### International Dance Music Awards
| Rok  | Nominowane dzieło             | Kategoria                | Rezultat  |
| ---- | ----------------------------- | ------------------------ | --------- |
| 2019 | „Electricity” (oraz Dua Lipa) | Best Pop/Electronic Song | Nominacja |